# 4-й Венецианский кинофестиваль
4-й международный Венецианский кинофестиваль проходил с 10 по 31 августа 1936 года. С этого года впервые избирается международное жюри

## Жюри
- Джузеппе Вольпи (Председатель)(Италия)
- Нэвилл Керни (Великобритания)
- Освальд Лених (Германия)
- Карл Мельцер (Германия)
- Рышард Ордынский (Польша)
- Луис Виллани (Венгрия)
- Эмиль Вюийермо (Франция)
- Луиджи Фредди (Италия)
- Марио Громо (Италия)
- Антонио Мараини (Италия)
- Джакомо Паолуччи де Кальболи (Италия)
- Филиппо Сакки (Италия)
- Оттавио Крозе (Италия)

## Фильмы конкурсной программы

### Австрия
- Силуэты / Silhouetten, фильм Вальтера Райша
- В солнечном сиянии / Im Sonnenschein, фильм Кармине Галлоне
- Маня Валевска / Manja Valewska, фильм Йозефа Ровенского
- Тени прошого / Schatten der Vergangenheit, фильм Вернера Хохбаума
- Поющая молодость / Singende Jugend, фильм Макса Нойфельда (Австрия—Нидерланды)

### Бельгия
- Трезвон (иной перевод — «Куранты») / Les Carillons, док. фильм Анри Сторка (к/м)
- Остров Пасхи / L’Ile de Pâques, док. фильм Анри Сторка (1935, к/м)

### Великобритания
- Любимый бродяга / The Beloved Vagabond, фильм Кёртиса Бернхардта (в титрах — Курт Бернхардт)
- Роза Тюдоров / Tudor Rose, фильм Роберта Стивенсона
- Человек, который умел творить чудеса / The Man Who Could Work Miracles, фильм Лотара Мендеса
- Мистер Скрудж / Scrooge, фильм Генри Эдвардса (1935)
- Разбойничья симфония (иной перевод — «Симфония грабителей») / The Robber Symphony, фильм Фридриха Фехера (1935)
- Призрак едет на Запад / The Ghost Goes West, фильм Рене Клера (1935)
- Одинокая женщина / A Woman Alone, фильм Юджина Френке
- Кардинал / The Cardinal (1936) — фильм Синклера Хилла
- Кого боги любят / Whom the Gods Love (1936) — фильм Бэйзила Дина
- Танец радуги / Rainbow Dance, пр-во «Гаспарколор», реж. Лен Лай (к/м, цв.)
- Ночная почта / Night Mail, режиссёры Гарри Уотт и Бэйзил Райт (к/м)
- Шахта / The Mine, пр-во «Джи Би инстракшнл», док. фильм режиссёра Д. Б. Холмса (к/м)
- Средневековая деревня / Medieval Village, пр-во «Джи Би инстракшнл» (к/м)
- Лондонские посетители / The London Visitors, пр-во «Джи Би инстракшнл» (к/м)
- Великий Крестовый поход / The Great Crusade, пр-во «Патэ пикчерс» (к/м)
- Прекрасная креолка / The Beautiful Creole, пр-во «Джи Пи Оу филм юнит», реж. Лен Лай (к/м, цв.)
- Бессмертный лебедь / The Immortal Swan, док., пр-во «Иммортал син продакшнз», реж. Эдвард Нахимов (к/м, цв.)

### Венгрия
- Новый хозяин (иной перевод — «Новый владелец») / Az új földesúr, фильм Белы Гаала
- Жаворонок / Pacsirta (нем. — Wo die Lerche singt), фильм Карела Ламача (совместное венгеро-немецко-швейцарское пр-во)
- Я это сделал / Én voltam, фильм Артура Бардоса
- Будапешт, город купален / Budapest, ville des bains, пр-во «Мадьяр фильм» (к/м)

### Германия
- Аве Мария / Ave Maria, фильм Йоханнеса Римана
- Заключительный аккорд / Schlußakkord, фильм Детлефа Сирка
- Предатель (иной перевод — «Изменник») / Verräter, фильм Карла Риттера
- Нищий студент / Der Bettelstudent, фильм Георга Якоби
- Траумулус / Traumulus, фильм Карла Фрёлиха
- Император Калифорнии / Der Kaiser von Kalifornien, фильм Луиса Тренкера
- Лошадиный рай / Das Paradies der Pferde, (к/м)
- Берлинские олимпиады / Olimpiadi di Berlino, (к/м)
- Металл неба / Metall des Himmels, док. фильм Вальтера Руттмана (к/м)
- Тонущее море / Ein Meer versinkt (к/м)
- Камера едет вслед / Die Kamera färt mit (к/м)
- Юность мира / Jugend der Welt, док. фильм Ганса Вайдемана (к/м)
- Сельские ремёсла / Handwerk im Dorf (к/м, науч.-поп.)
- Рабы наших... / Fische unserer… (к/м)

### Нидерланды
- Каучук / Rubber, фильм режиссёров Герарда Рюттена и Иоганна Меестера
- Юные сердца / Jonge Harten, режиссёр А. Ван дер Линден (к/м)
- Ноктюрн Шопена / Notturno di Chopin (к/м)
- В Гааге / Den Haag (к/м)
- Заимодавец / Clear Lender, фильм режиссёров Генка Альсема и Гайларда Фриссена (к/м)

### Египет
- Повесть о Ведаде / وداد / Wedad, фильм Фрица Крампа

### Индия
- Бессмертный свет (иной перевод — «Бессмертное пламя») / Amar Jyoti, фильм В. Шантарама

### Испания
- Чёрная Клара / Morena Clara, фильм Флориана Рея

### Италия
- Балерина / Ballerine, фильм Густава Махаты
- Барышня Бард / La damigella di Bard, фильм Марио Маттоли
- Кавалерия / Cavalleria, фильм Гоффредо Алессандрини
- Белый эскадрон / Sentinelle di bronzo, фильм Аугусто Дженины
- 13 человек и пушка / Tredici uomini e un cannone, фильм Джоваккино Форцано
- Дорога героев / Il Cammino degli eroi (к/м)
- Взгляд в глубину моря / Uno squardo al fond (к/м)
- Прелюдия Сципиона / Preludio a Scipione (к/м)
- Помпеи / Pompei, фильм Джорджо Феррони (к/м)

### Польша
- Полесье / Polesie, фильм режиссёров Максимилиана Эммера и Иржи Малиньяка (к/м)
- Буря / Burza, пр-во студии «Авангард» (к/м)

### Соединённые Штаты Америки
- Король уходит / The King Steps Out, фильм Джозефа фон Штернберга
- Повесть о Луи Пастере / The Story of Louis Pasteur, фильм Уильяма Дитерле
- Плавучий театр / Show Boat, фильм Джеймса Уэйла
- Тропинка одинокой сосны / The Trail of the Lonesome Pine, фильм Генри Хэтэуэя
- Белый ангел / The White Angel, фильм Уильяма Дитерле
- Сан-Франциско / San Francisco, фильм В. С. Ван Дайка
- Мистер Дидс переезжает в город / Mr. Deeds Goes to Town, фильм Фрэнка Капры
- Великий Зигфелд / The Great Ziegfeld, фильм Роберта З. Леонарда
- Мария Шотландская / Mary of Scotland, фильм Джона Форда
- Время для любви / Time for Love, мультфильм Дэйва Флейшера (1935) (к/м)
- Ноктюрн для метрополитена / Metropolitan Nocturno, фильм Ли Джесона (1935) (к/м)
- Дансинг на Луне / Dancing on the Moon, анимационный фильм Дэйва Флейшера (1935) (к/м)
- Кто убил старину Робина? / Who Killed Cock Robin?, пр-во «Уолт Дисней», мультфильм Дэвида Хэнда (1935) (к/м)
- Три котёнка-беспризорника / Three Orphan Kittens, пр-во «Уолт Дисней», мультфильм Дэвида Хэнда (1935) (к/м)
- На льду / On Ice, пр-во «Уолт Дисней», мультфильм Бена Шарпстина (1935) (к/м)
- Хроника / The Chronicle, пр-во «Фокс Мувитон» (к/м)
- Дети в башмаке / The Kids in the Shoe, пр-во «Парамаунт», мультфильм Дэйва Флейшера (к/м)
- Плуг, который вспахал целину / The Plow That Broke the Plains, пр-во «Уолт Дисней», фильм Паре Лоренца (к/м)
- Стереоскопия / Stereoscopies (к/м)

### Франция
- Майерлинг / Mayerling, фильм Анатоля Литвака
- Роман обманщика / Confessions of a Cheat, фильм Саша Гитри
- Зов тишины / L’appel du silence, фильм Леона Пуарье
- Героическая кермесса / La Kermesse héroïque, фильм Жака Фейдера
- Анна-Мария / Anne-Marie, фильм Раймона Бернара
- Вооружённая стража / Veille d’armes, фильм Марселя Л’Эрбье (1935)
- Нежный враг / La Tendre Ennemie, фильм Макса Офюльса
- Путешествие в небо / Voyage dans le ciel, фильм Жана Пенлеве (к/м)
- Девушка в саду / Jeune fille au jardin, фильм Дмитрия Кирсанова (1935) (к/м)
- Дискобол / Discobole, фильм "Этьена Лаллье (к/м)
- Детский уголок / Le Coin des enfants, фильм режиссёров Эмиля Виллермоца и Марселя Л’Эрбье (1935) (к/м)

### Чехословакия
- Яношик / Jánošík, фильм Мартина Фрича
- Мариша / Maryša, фильм Йозефа Ровенского (1935)
- Гротески / Grotesky (к/м)
- Пражский град / Prazski Hrad (к/м)

### Швейцария
- Симфония воды / Symphonie de l’eau (к/м)

## Награды
- Кубок Муссолини за лучший иностранный фильм: Император Калифорнии, фильм Луиса Тренкера
- Кубок Муссолини за лучший итальянский фильм: Белый эскадрон, фильм Аугусто Дженины
- Кубок Вольпи
  - Лучший актёр: Пол Муни, фильм Повесть о Луи Пастере
  - Лучшая актриса: Аннабелла, фильм Вооружённая стража

- Кубки:
- Лучшая анимация: Кто убил старину Робина? (США), пр-во «Уолт Дисней», мультфильм Дэвида Хэнда (к/м)
- Цветной фильм: Тропинка одинокой сосны (США), реж. Генри Хэтэуэй
- Лучший музыкальный фильм: Заключительный аккорд (Германия), реж. Детлеф Сирк
- Лучший социально-политический фильм: Дорога героев (Италия, к/м)
- Лучший документальный фильм: Юность мира (Германия), реж. Ганс Вайдеман (к/м)
- Лучший научно-популярный фильм: Взгляд в глубину моря (Италия) (к/м)
- Лучший режиссёр: Жак Фейдер (Франция), фильм Героическая кермесса
- Лучшая Кинематография: оператор Мутц Гринбаум, фильм Роза Тюдоров

- Специальные медали:
  - Аве Мария (Германия), фильм Йоханнеса Риманна
  - Предатель (иной перевод — «Изменник», Германия), фильм Карла Риттера
  - Детский уголок (Франция), фильм Эмиля Виллермоца и Марселя Л’Эрбье (к/м)
  - В солнечном сиянии (Австрия), фильм Кармине Галлоне
  - Мариша (Чехословакия), фильм Йозефа Ровенски
  - Жаворонок (Венгрия-Германия-Швейцария), фильм Карела Ламача
  - Ноктюрн для метрополитена (США), фильм Ли Джейсона (к/м)
  - Мистер Дидс переезжает в город (США), фильм Фрэнка Капры
  - Мария Шотландская (США), фильм Джона Форда
  - Полесье (Польша), фильм режиссёров Максимилиана Эммера и Иржи Малиньяка (к/м)
  - Помпеи (Италия), фильм Джорджо Феррони (к/м)
  - Мистер Скрудж (Великобритания), фильм Генри Эдвардса
  - Шахта (Великобритания), док. фильм режиссёра Д. Б. Холмса (к/м)
  - Разбойничья симфония (иной перевод — «Симфония грабителей») (Великобритания), фильм Фридриха Фехера